# Anna Netrebko
Anna Jurjewna Netrebko (ros. Анна Юрьевна Нетребко, Anna Jurjewna Nietriebko; ur. 18 września 1971 w Krasnodarze) – rosyjska śpiewaczka, solistka operowa o międzynarodowej sławie, śpiewająca sopranem, od 2006 r. także obywatelka austriacka.

## Życiorys

### Dzieciństwo i edukacja
Netrebko urodziła się w rodzinie wywodzącej się z Kozaków kubańskich. Była drugą córką Jurija Nikołajewicza Nietriebko (ur. 1934), inżyniera geologa, i Łarisy Iwanowny Nietriebko (1944–2002), inżynier komunikacji.
W wieku 13 lat została solistką szkolnego zespołu Kubanskaja pionierija. Jako szesnastolatka opuściła dom rodzinny i wyjechała do Petersburga, gdzie najpierw uczyła się w Liceum Muzycznym w klasie wokalnej, a potem studiowała w Konserwatorium Petersburskim, które ukończyła w 1995 roku. W trakcie studiów pracowała jako sprzątaczka w Teatrze Maryjskim, by zarobić na opłacenie indywidualnych zajęć wokalnych. W tym czasie wzięła udział w przesłuchaniach do tego teatru, w czasie których dyrygent Walerij Giergijew poznał w niej sprzątaczkę pracującą w teatrze. Dyrygent został jej mentorem.

### Kariera

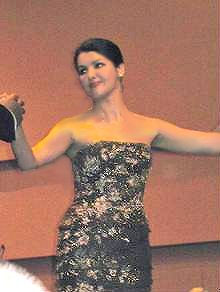
Anna Netrebko w 2003 roku

W 1993 Netrebko zdobyła główną nagrodę na konkursie wokalnym im. Michaiła Glinki w Moskwie, zaś rok później zadebiutowała na scenie Teatru Maryjskiego w roli Zuzanny w Weselu Figara W.A. Mozarta. W kolejnych latach wzięła udział w kilku spektaklach wystawianych w Operze im. Kirowa, w tym m.in. rolę Aminy w sztuce Lunatyczka, Paminy w Czarodziejskim flecie, Rozyny w Cyruliku sewilskim i Łucji w Łucji z Lammermooru.
W 1994 r. wystąpiła w roli Królowej Nocy w operze Czarodziejski flet w Independent Opera Avangarda Akadēmija w Rydze pod batutą Davida Milnesa, a także Zuzanny w Weselu Figara wystawianym w Operze w Tel Awiwie. W 1995 roku zadebiutowała na scenie Opery w San Francisco w roli Ludmiły w operze Rusłan i Ludmiła Michaiła Glinki. Po udanym występie w Stanach Zjednoczonych, kilkukrotnie zapraszana była na występy w San Francisco.
W 1996 r. otrzymała główną nagrodę w konkursie im. Nikołaja Rimskiego-Korsakowa w Petersburgu. W latach 1996–1997 występowała w Carmen (rola Micaëli), Parsifalu, Zaręczynach w klasztorze (Luiza) i Borysie Godunowie (Ksenia). Pod koniec listopada 1997 wystąpiła w koncercie w Wiedeńskim Domu Koncertowym, w tym samym miesiącu zagrała rolę Ninetty w operze Miłość do trzech pomarańczy. W 1998 r. wystąpiła m.in. w kilku różnych spektaklach wystawianych podczas Festiwalu Opery Kirowa.

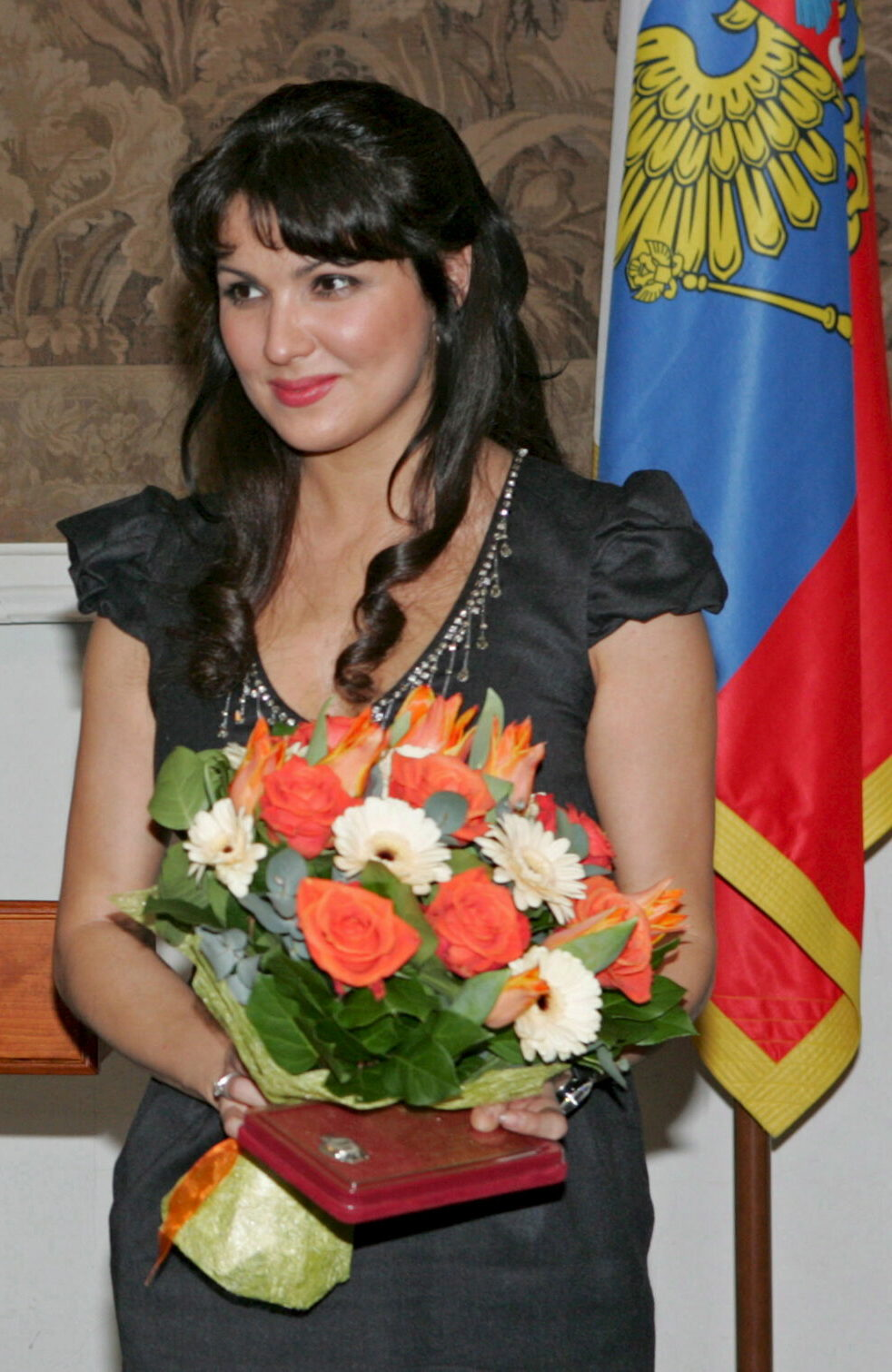
Anna Netrebko (2008)

W lutym 2002 po raz pierwszy wystąpiła w Metropolitan Opera, kiedy to wcieliła się w rolę Nataszy w operze Wojna i pokój. W czerwcu 2003 premierę miała jej pierwsza płyta studyjna, zatytułowana Opera Arias. W latach 2003 i 2004 została uznana za najlepszą śpiewaczkę w dorocznym plebiscycie austriackiego wydawnictwa Festspiele, o wynikach którego decydują głosy przyznawane przez krytyków operowych, menedżerów, muzyków i widzów z całej Europy. W 2004 zagrała samą siebie w filmie Pamiętnik księżniczki 2: Królewskie zaręczyny w reżyserii Garry’ego Marshalla. W 2005 ukazał się jej drugi album studyjny zatytułowany Sempre libera, a także płyta La Traviata nagrana z udziałem m.in. Netrebko.
W 2007 r. wystąpiła specjalnie dla Martina Scorsese podczas uroczystości wręczenia Kennedy Center Honors. W tym samym roku została ogłoszona ambasadorką akcji SOS-Kinderdorf International w Austrii, a także została sponsorką wioski Tomilino w Rosji. W tym samym roku premierę miał jej nowy album studyjny Duets, który nagrała we współpracy z Rolando Villazónem.
W 2008 r. ukazała się jej nowa płyta studyjna zatytułowana Souvenirs. Rok później wydany został album kompilacyjny The Best of Anna Netrebko zawierający najpopularniejsze nagrania artystki. W 2010 r. wraz z Danielem Barenboimem nagrała płytę In the Still of Night.
W 2014 r. zaśpiewała hymn olimpijski podczas ceremonii otwarcia Zimowych Igrzysk Olimpijskich organizowanych w Soczi.
W 2020 r. została laureatką Polar Music Prize.

### Kontrowersje
W grudniu 2014 na konferencji prasowej w Petersburgu przekazała na ręce Ołeha Cariowa, szefa parlamentu Donieckiej Republiki Ludowej i Ługańskiej Republiki Ludowej, równowartość 19 tys. dolarów na potrzeby opery w Doniecku i pozowała na tle flagi prorosyjskich separatystów. Odnosząc się do zdjęcia z Cariowem, artystka oświadczyła: „Został mi przedstawiony jako jedyny człowiek, który może zapewnić bezpieczne przekazanie funduszy na teatr w Doniecku. Pojawienie się flagi było niezaplanowane, zostałam tym zaskoczona. Nie rozpoznałam jej na początku i dopiero po chwili zorientowałam się, co to jest”.
Po rosyjskiej agresji na Ukrainę w 2022 roku liczne zachodnie instytucje kulturalne ogłosiły zerwanie współpracy z Netrebko z powodu wielokrotnego popierania przez nią w przeszłości polityki Władimira Putina. Po ponad miesiącu trwania inwazji artystka potępiła jednak działania wojenne i odcięła się od Kremla. Nowojorska Metropolitan Opera uznała jednak tę reakcję za spóźnioną i niewystarczającą zapowiadając, że nie wznowi z nią współpracy.

### Odznaczenia
- 2004 – Państwowa Nagroda Federacji Rosyjskiej[22]
- 2008 – Ludowa Artystka Federacji Rosyjskiej[23]
- 2018 – Order „Przyjaźń” (Azerbejdżan)[24]

### Życie prywatne

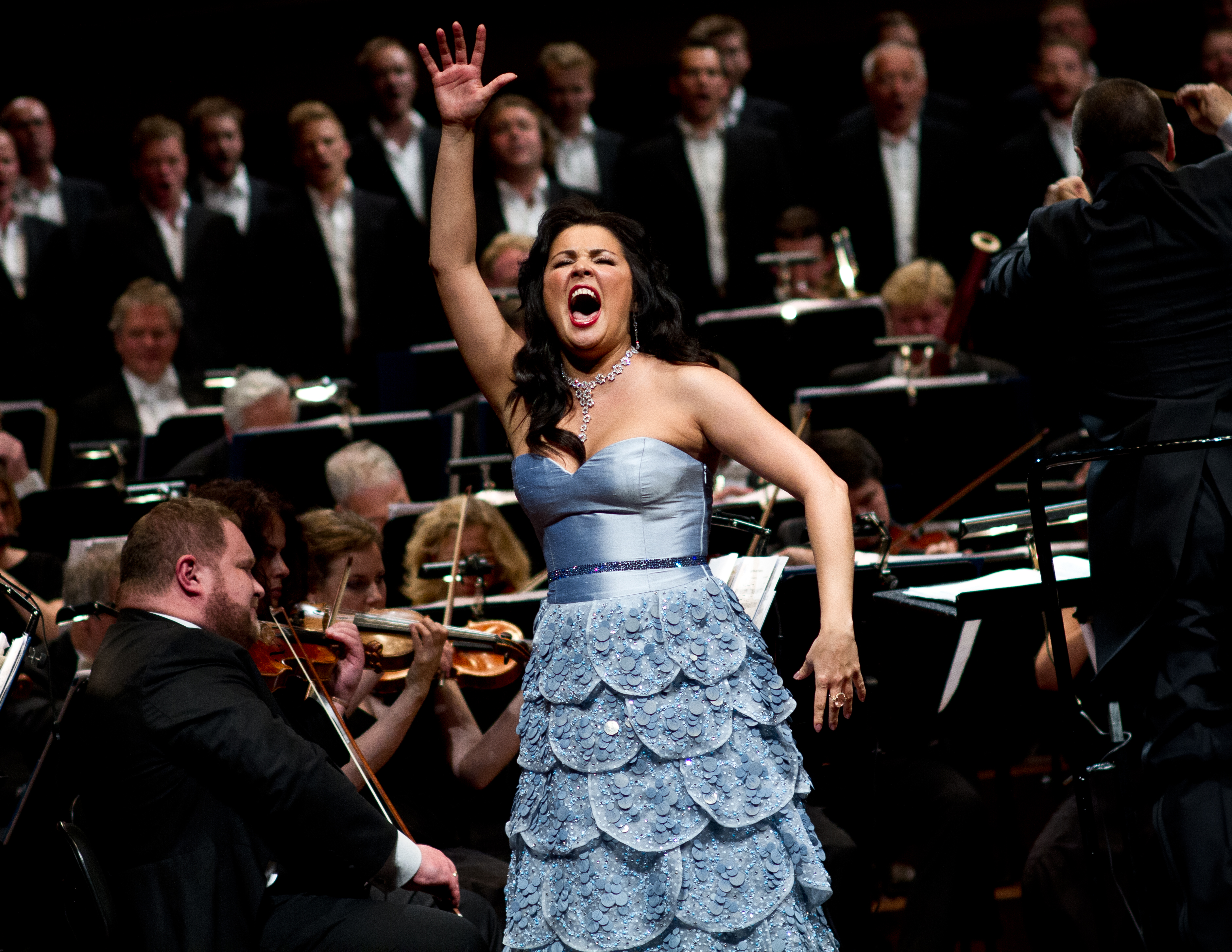
Anna Netrebko podczas występu w 2012

W marcu 2006 Netrebko zaczęła ubiegać się o obywatelstwo Austrii, które ostatecznie przyznano jej pod koniec lipca.
W kwietniu 2008 zapowiedziała, że weźmie ślub z urugwajskim basem-barytonem Erwinem Schrottem (do ślubu jednak nie doszło). 5 września para doczekała się swojego pierwszego dziecka, syna o imieniu Tiago Aruã, który urodził się w Wiedniu. W listopadzie 2013 para ogłosiła swoją separację.
W lutym 2014 zaczęła spotykać się z Yusifem Eyvazovem, tenorem z Azerbejdżanu. W grudniu 2015 para wzięła ślub.